# Karabin Mauser-Milovanović
Mauser-Milovanović – produkowana na zamówienie rządu Serbii wersja karabinu Mauser M1871.

## Historia
W lipcu 1879 roku do Belgradu przybył Wilhelm Mauser. Zaprezentował on serbskim władzom karabin Mauser M1871. Wzbudził on duże zainteresowanie, ale warunkiem wprowadzenia tej broni do uzbrojenia armii serbskiej było wprowadzenie zmian zaproponowanych przez majora Koste Milovanović'a Koke.
W lutym 1881 roku podpisano kontrakt na dostawę 120 000 karabinów dla armii serbskiej. W literaturze są one oznaczane jako Mauser-Milovanović M1878/80, M1880, M1880C lub M1881. W 1885 roku zamówiono dodatkowo 4000 karabinków M1885 różniących się od M1878/80 krótszą lufą.

## Opis
Mauser-Milovanović był bronią jednostrzałową, z zamkiem czterotaktowym. Jedynym ryglem była rączką zamkowa. Karabin wyposażony był w bezpiecznik. Bezpiecznik miał postać skrzydełka znajdującego się w tylnej części zamka. M1878 był wyposażony w łoże i kolbę drewniane, z integralnym chwytem pistoletowym. M1878 był wyposażony w mechaniczne przyrządy celownicze składające się z celownika ramkowego i muszki (nastawy celownika 500–2600 kroków).